# Charles Treat
Charles Gould Treat (Dexter, 30 dicembre 1859 – Washington, 11 ottobre 1941) è stato un generale statunitense.
Combatté sul fronte italiano della prima guerra mondiale e fu comandante militare statunitense presso il Regio Esercito.

## Biografia
Charles Gould Treat nacque a Dexter nel Maine, il 30 dicembre 1859 come discendente diretto del governatore Robert Treat. Crebbe a Monroe nel Wisconsin e si diplomò alla Monroe High School nel 1878. Suo padre, Joseph B. Treat, era un membro del Senato del Wisconsin e presidente del repubblicano Comitato Centrale dello Stato mentre suo nonno, Nathaniel Treat, era un membro della Camera dei rappresentanti del Maine. Treat si graduò all'Accademia militare degli Stati Uniti nel 1882 e fu nominato secondo tenente del ramo di artiglieria da campagna.
Frequentò la Columbia Law School nel 1884 e nel 1885, mentre era di stanza a Fort Schuyler.

### Inizio della carriera militare
Treat servì in incarichi di artiglieria negli Stati Uniti, compresi i distacchi negli stati occidentali durante le guerre indiane e il servizio come aiutante di campo di Oliver O. Howard. Durante la guerra ispano-americana prestò servizio a Cuba come assistente aiutante di una brigata di artiglieria. Dal 1901 al 1905 prestò servizio come comandante dei cadetti a West Point. Treat fu ispettore generale delle forze statunitensi a Cuba dal 1906 al 1908. Nel 1910 si graduò allo United States Army War College.

### Carriera militare successiva
Treat prestò servizio nello stato maggiore dell'esercito per diversi anni e comandò il dipartimento hawaiano nel 1917.

### Prima guerra mondiale

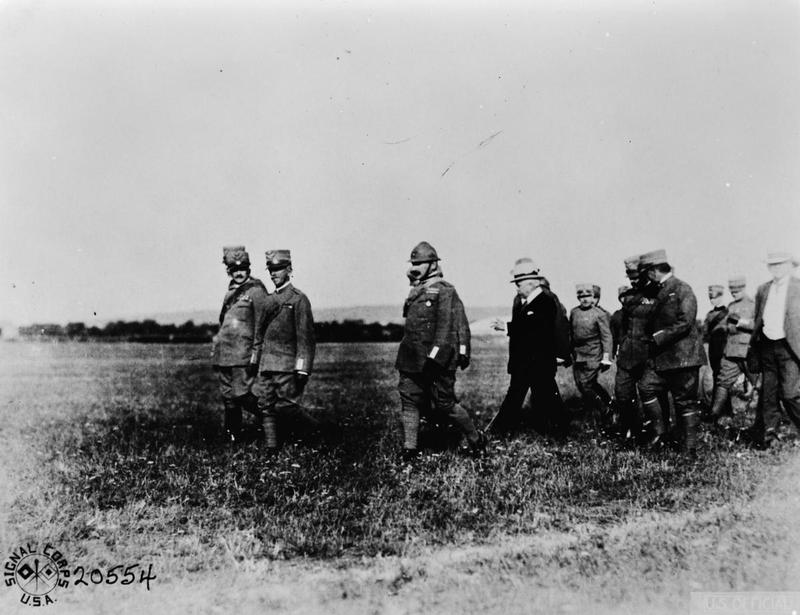
Vittorio Emanuele III di Savoia con l'ambasciatore statunitense Thomas Nelson Page, il generale di brigata Treat, il colonnello William Wallace e ufficiali della Missione alleata in Italia, tra Villafranca di Verona e Sommacampagna il 1º agosto 1918.

Durante la prima guerra mondiale Treat comandò la 37ª Divisione di fanteria a Camp Sheridan, vicino a Montgomery in Alabama, ricevendo una promozione temporanea a Maggior generale. Nel 1918 fu assegnato al comando del Dipartimento occidentale, di stanza a Fort Mason, in California.

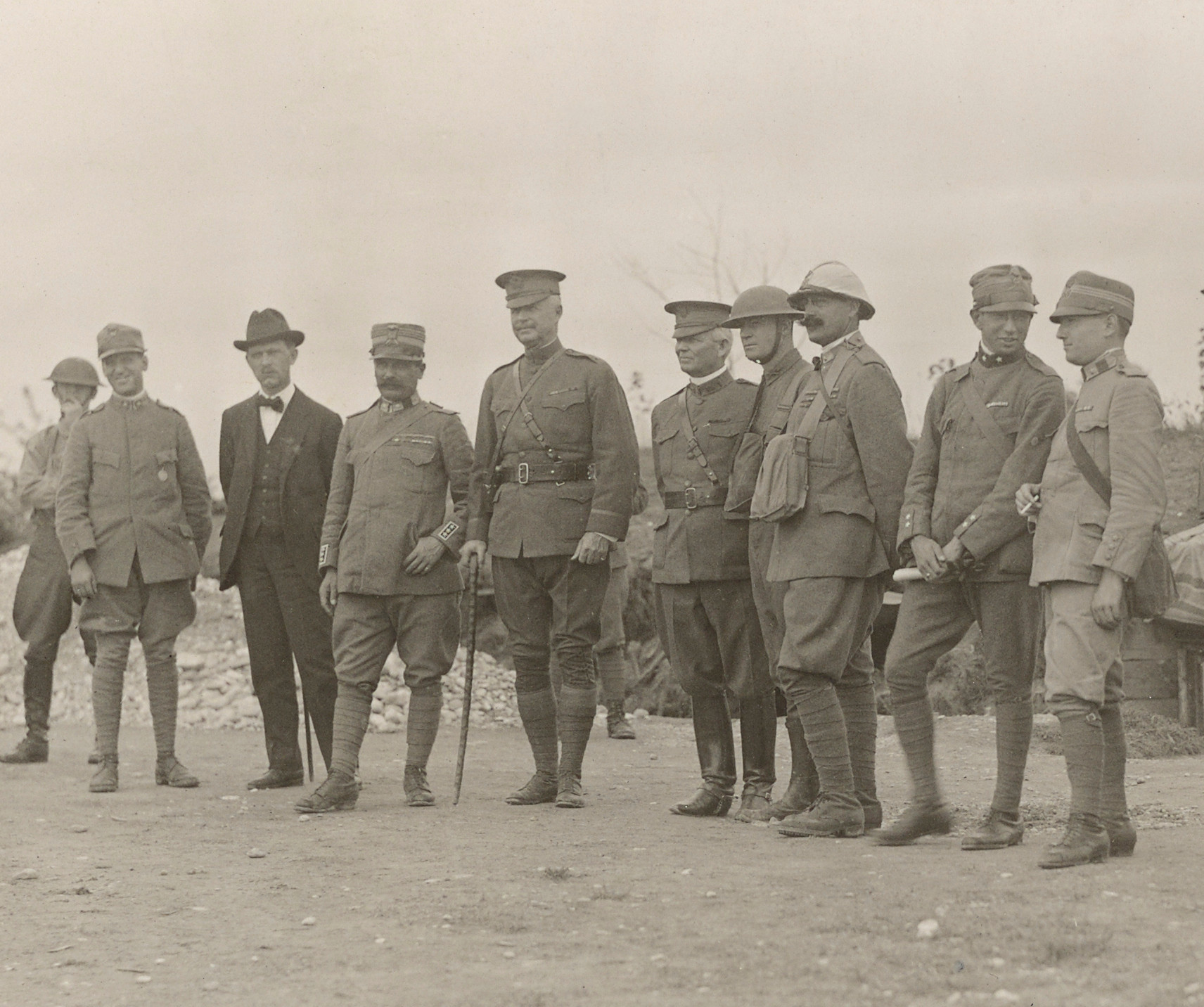
Il maggiore William G. Everson, il generale Treat e l'osservatore Ray Stannard Baker passano in rassegna il 2º Battaglione del 332nd Infantry Regiment insieme ad alcuni ufficiali dello Stato maggiore italiano. Fronte del Piave, 30 settembre 1918.

Fu Capo della Missione Militare degli Stati Uniti presso il Regio Esercito dal 1918 al 1919 e prese parte alla battaglia di Vittorio Veneto.

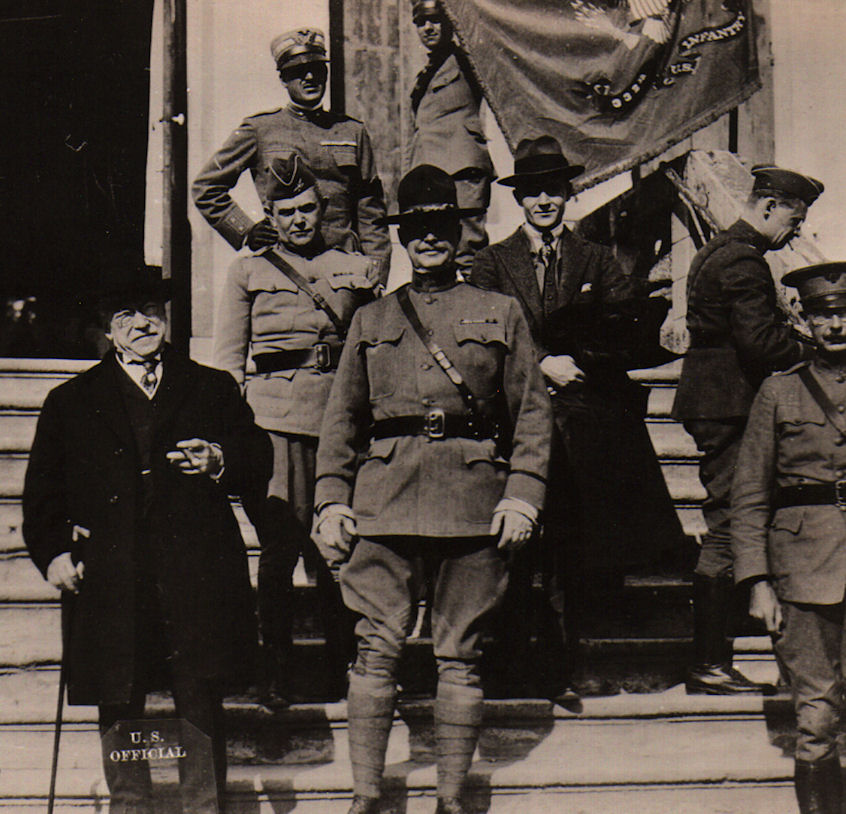
Charles Treat (all'estrema destra) posa per una fotografia insieme a Samuel Gompers (sinistra), politico laburista e William Wallace (al centro), comandante del 332nd Infantry Regiment, davanti a Villa Angelica a Lancenigo il 12 ottobre 1918. Courtesy National Archives.

### Dopo la prima guerra mondiale

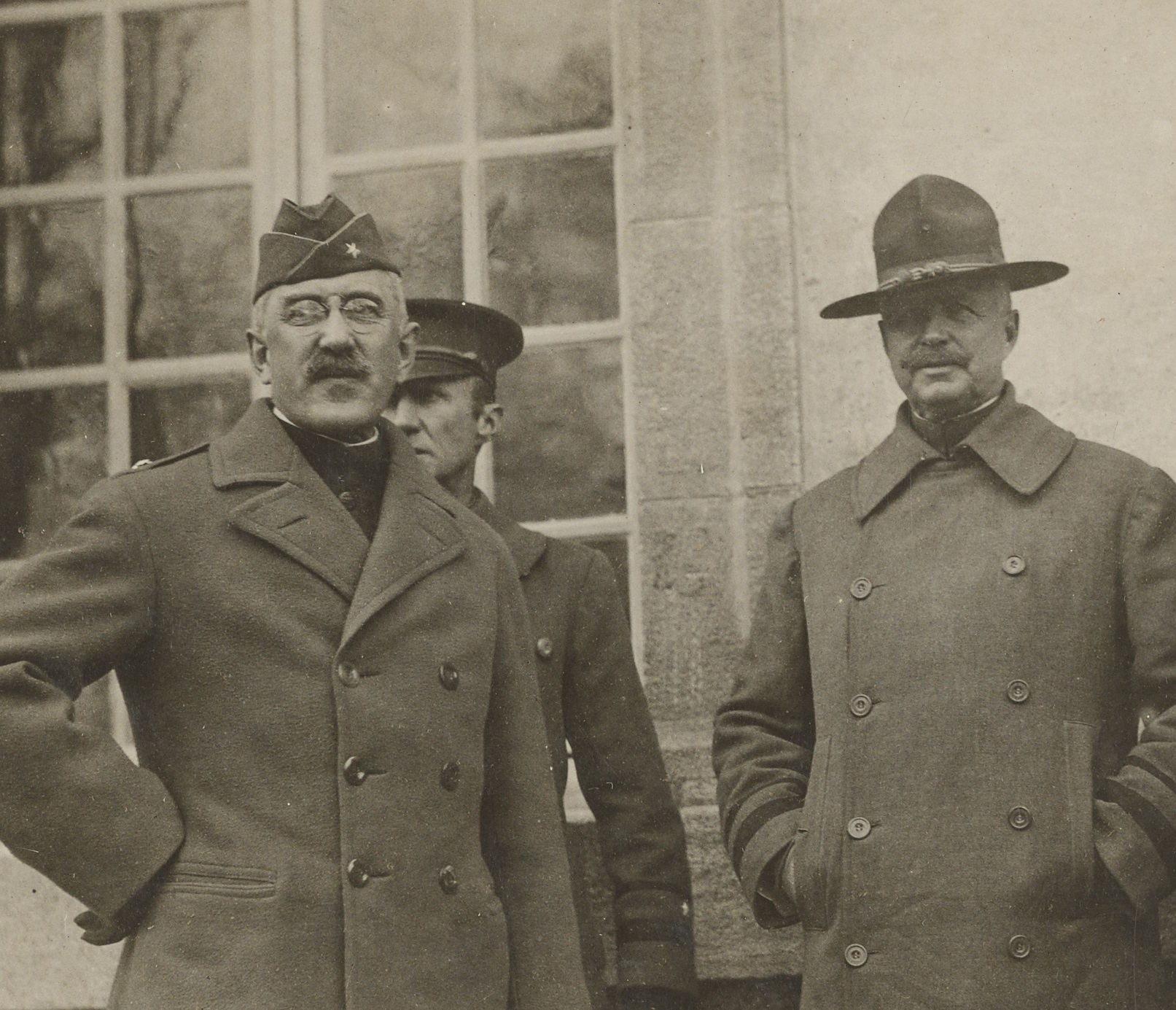
Da sinistra: Il generale di brigata Avery D. Andrews, il generale di brigata George Van Horn Moseley e il generale di brigata Treat al quartier generale dell'American Expeditionary Forces a Chaumont in Francia il 16 novembre 1918.

Dopo la guerra Treat tornò al suo grado permanente di generale di brigata e prestò servizio come comandante di Fort Stotsenburg, nelle Filippine, rimanendo in servizio attivo fino al 1922.
Nel 1930 fu promosso a Maggior generale nella lista dei pensionati.

### Morte e sepoltura

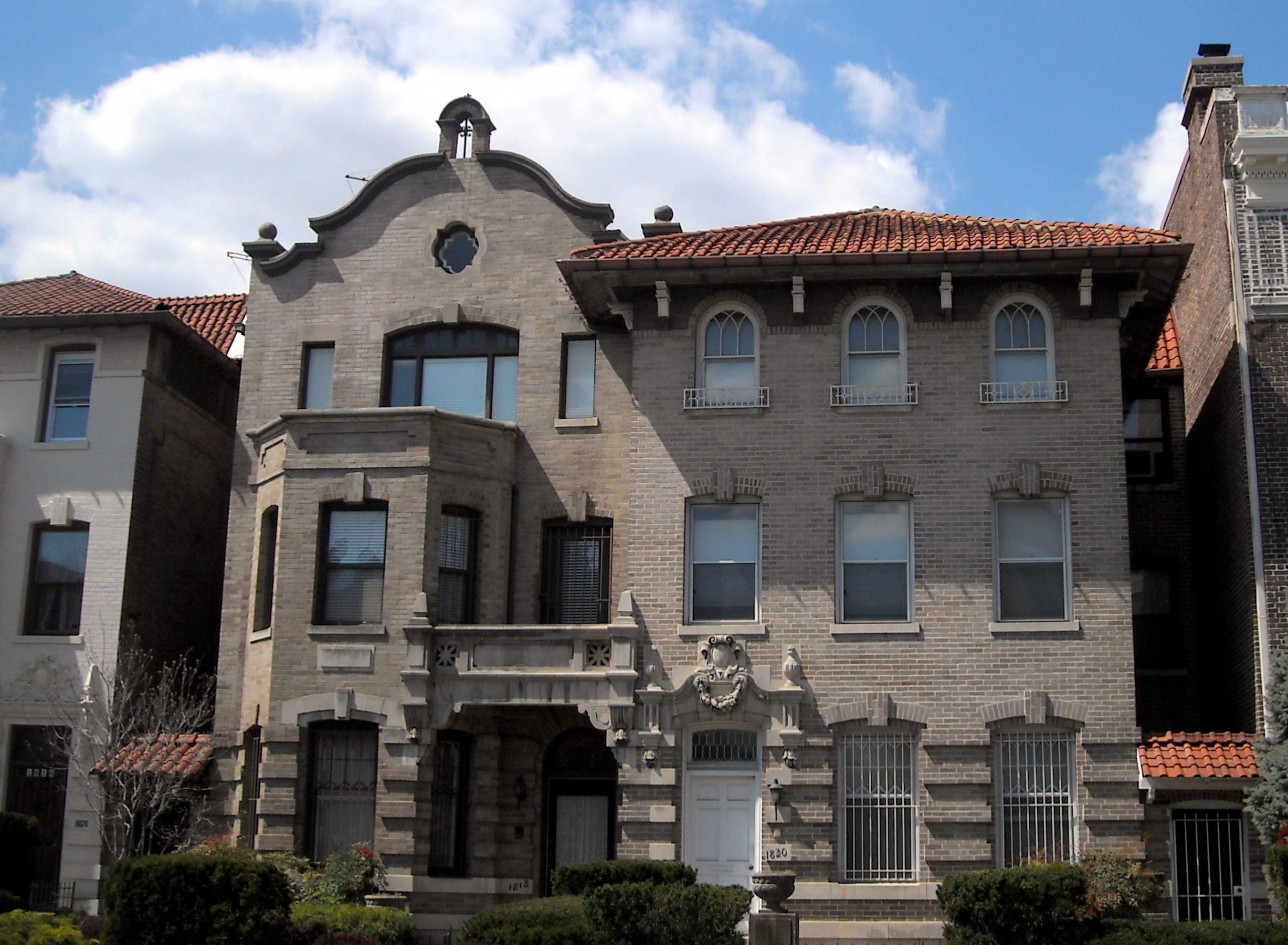
L'ex residenza di Treat (a sinistra) nella residenza Dupont Circle di Washington

Treat risiedeva a Washington, e morì al Walter Reed Army Medical Center l'11 ottobre 1941. È sepolto nel cimitero di West Point, sezione 1, sito B-25.

## Famiglia
Nel 1889 Treat sposò Margaret Louise Cornell, la figlia di John Black Cornell, un ricco uomo d'affari di New York. Morì nel 1921, e in seguito sposò Edith Pennington, vedova del tenente colonnello Godfrey MacDonald (1858-1918) e figlia di Alexander Cummings McWhorter Pennington Jr.
Il figlio di Treat, Joseph Bradford Treat, il nipote Archibald Vincent Arnold Jr. e il pronipote Archibald Vincent Arnold III si sono graduati tutti a West Point.

## Onorificenze
Treat ricevette la Distinguished Service Medal per il suo servizio nella prima guerra mondiale. Era anche destinatario dell'Ordine dell'Aquila bianca con le spade serbo e dell'Ordine dei Santi Maurizio e Lazzaro italiano.